# Herb Russell
Herb Russell là một chính trị gia người Mỹ từ Thành phố Rutland, Vermont. Là thành viên của Đảng Dân chủ, ông được bầu vào Hạ viện Vermont năm 2010, đại diện cho quận Rutland-5-3.  Ông nhậm chức vào ngày 5 tháng 1 năm 2011.
Trong nhiệm kỳ đầu tiên, Russell đã tài trợ thành công luật pháp để thắt chặt hình phạt trộm cắp đồng. Các điều khoản liên tiếp đã giải quyết các vấn đề của Rutland: Cứu Amtrak Ethan Allen làm việc để đảm bảo các khoản tài trợ trong khi phục vụ Ủy ban Giao thông vận tải Nhà để xây dựng Hành lang đường sắt phía Tây, cầu New Dorr & Ripley, nhà ở cao cấp MỚI trong trường Watkins lịch sử được cải tạo, ký tên nơi sinh lịch sử John Deere và  tài trợ cho nhiều dấu ấn nhà nước lịch sử khác biểu thị lịch sử Đường sắt Rutland & Vermont trên toàn tiểu bang.  Ông đã tài trợ một nghị quyết cho dịch vụ xe buýt liên tỉnh cho Rutland, với VTrans mang lại các tuyến đường 'Vermont Transit Lines' thông qua Trung tâm Vận chuyển Rutland.  Herb Russell tự hào nhất là nhà tài trợ, trong hành động cuối cùng trước khi nghỉ hưu từ Hội đồng Lập pháp Vermont, cột mốc lịch sử tiểu bang 'Hôn nhân Bình đẳng Vermont' nằm giữa Tòa nhà bang Vermont và Tòa án tối cao dành riêng vào thứ ba ngày 17 tháng 10 năm 2017 để tôn vinh vai trò 'đầu tiên' của Vermont trong cả nước!
Một cựu tiếp viên hàng không, Russell đã dành gần 30 năm với American Airlines cho đến khi nghỉ hưu năm 2004. Ông gia nhập American năm 1976, sau một năm làm việc với Allegheny Airlines và hai năm với hãng hàng không Northwest Orient.  Trước đây ông đã từng theo học hai trường đại học, Đại học Bang New York và Đại học Kentucky. Kể từ khi nghỉ hưu từ American Airlines năm 2004, ông đã làm việc cho Cơ quan Phát triển Tái đầu tư Sòng bạc CRDA ở Atlantic City, tiếp theo là Cơ quan Giao thông vận tải Nam Jersey, sau đó sau khi chuyển đến Vermont tại khách sạn Equinox lịch sử ở Manchester, Vermont và với tư cách là 'Người dẫn đường cho hành khách'  trên đường sắt núi xanh. Trong Hưu trí, Russell làm việc với tư cách là Nhân viên Cưỡng chế đỗ xe ở Bãi biển Rehoboth, Del biết.  Ông được bổ nhiệm bởi Thống đốc Delkn John Carney vào tháng 5 năm 2017 để phục vụ trong Hội đồng Kiến trúc sư ở Dover.
Năm 2008, Russell là người đi đầu trong nỗ lực thành công trong việc giữ chuyến tàu Ethan Allen Express của Amtrak ở Rutland, người sáng lập Friends of Rutland Rail. Ông đã phục vụ trong hội đồng quản trị của Mạng lưới hành động đường sắt Vermont và Rutland bền vững, kể từ năm 2009.
Ông đã ứng cử đại diện nhà nước vào năm 2010, một trong ba ứng cử viên đang tìm kiếm một ghế trong quận Rutland-5-3.  Đại diện nhà nước đương nhiệm, Dân chủ Steven Howard đang rời ghế để tranh cử Phó Thống đốc. Trong cuộc bầu cử sơ bộ Dân chủ được tổ chức vào ngày 24 tháng 8, Russell đã đánh bại Daniel P. White với 165 phiếu bầu đến 60. Trong cuộc tổng tuyển cử được tổ chức vào ngày 2 tháng 11, Russell đã được bầu, đánh bại ứng cử viên đảng Cộng hòa Carl J. Haas với 454 phiếu bầu cho 437. Ông nhậm chức vào ngày 5 tháng 1 năm 2011. Russell tuyên bố sẽ không tìm kiếm một nhiệm kỳ thứ ba, nghỉ hưu vào năm 2016. Russell trở lại Bãi biển Rehoboth yêu dấu của mình, Del biết để nghỉ hưu giữa những người bạn LGBTQ, nơi ông vẫn hoạt động trong CAMP Rehoboth cũng như Epworth UMC.
Khi sống ở West Virginia vào những năm 1990, ông đã hai lần chạy tới Thượng viện West Virginia, giành chiến thắng trong cuộc bầu cử sơ bộ năm 1992, nhưng không xuất hiện trong lá phiếu bầu cử tổng quát sau một vụ kiện kéo dài tại Tòa án Tối cao West Virginia. Ông thua cuộc đua chính năm 1996. Ông chuyển đến Vermont vào năm 2007.
Russell là người đồng tính công khai; ông kết hôn với người bạn đời lâu năm, ông Roberto Font-Russell vào năm 2009 nhưng đã ly dị vào năm 2011 đổi tên từ Font-Russell trở lại thành Russell. Ông là một trong sáu thành viên đồng tính công khai của Cơ quan lập pháp Vermont, cùng với các đại diện Bill Lippert (D–Hinesburg), Matt Trieber (D–Bellows Falls) và Joanna E. Cole (D–Burlington), cũng như thượng nghị sĩ Brian Campion (D–Bennington) và Becca Balint (D–Windham).